# Échos d'un sombre empire
Pour plus de détails, voir Fiche technique et Distribution.
Échos d'un sombre empire (titre original allemand : Echos aus einem düsteren Reich) est un film allemand réalisé par Werner Herzog, sorti en 1990.

## Synopsis
Ce documentaire a pour sujet le président de la République centrafricaine, l'empereur Jean-Bedel Bokassa.

## Fiche technique
- Titre : Échos d'un sombre empire
- Titre original : Echos aus einem düsteren Reich
- Réalisation : Werner Herzog
- Scénario : Werner Herzog
- Pays de production :  France,  Allemagne
- Format : Couleurs - Mono - 35 mm
- Genre : documentaire
- Durée : 91 minutes
- Date de sortie : 1990

## Distribution
- Michael Goldsmith : lui-même
- Werner Herzog : lui-même
- Augustine Assemat : elle-même
- David Dacko : lui-même
- Francis Szpiner : lui-même
- François Gibault : lui-même
- Marie-Reine Hassen : elle-même